# Enicospilus enderleini
Enicospilus enderleini är en stekelart som beskrevs av Henry Keith Townes, Jr. 1966. Enicospilus enderleini ingår i släktet Enicospilus och familjen brokparasitsteklar. Inga underarter finns listade i Catalogue of Life.